# Димитър Пинджуров
 Тази статия е за тиквешкия деец на ВМОРО.  За известния костурски войвода вижте Митре Влаха.  
Димитър (Диме) Арсов Пинджуров или Пенджуров е български революционер, деец на Вътрешната македоно-одринска революционна организация.

## Биография
Димитър Пинджуров е роден в 1884 година в тиквешкото село Ваташа. Учи в Кавадарци, а по-късно в Българската мъжка гимназия в Солун. Присъединява се към ВМОРО. В пролетта на 1905 година се включва в четата на войводата Добри Даскалов. След Младотурската революция от 1908 Пинджуров се премества в Гевгелия и става един от ръководителите на Народната федеративна партия (Българска секция). Бори се с гръкоманството в този край. През 1911 година се завръща в родната Тиквешия. Същата година се жени, но след започналите репресии на младотурците се присъединява в четата на войводата Христо Чернопеев. При избухването на Балканската война в 1912 година е доброволец в Македоно-одринското опълчение в 3 рота на 3 солулнска дружина. Награден е с „За храброст“, IV степен. През юни 1913 година е помощник-войвода на чета по време на Тиквешкото въстание. Майка му Наца Арсова Пинджурова, която също е дългогодишна деятелка на ВМОРО участва във въстанието и е подложена на жестокости от сърбите. След потушаването на въстанието се премества със семейството си в Струмица, която е предадена на България, и работи като учител. През март 1915 г. в Струмица се ражда синът му, а неговият кум Чернопеев, му дава името Страхил. Участва в Първата световна война във втора рота на Шестдесет и четвърти пехотен полк. Загива в Криволашкото сражение на 23 октомври 1915 година.
Пинджуровата къща – роден дом на революционерът Димитър Пинджуров, е превърната в музей на Страшо Пинджур.